# حساسية الطعام
حساسية الطعام أو أرجية الطعام هي ردة فعل مناعية غير طبيعية تجاه الطعام. العلامات والأعراض تتراوح بين خفيفة إلى شديدة، ومن الممكن أن تتضمن حكة، انتفاخ اللسان، تقيؤ، إسهال، شرى، صعوبة التنفس، أو انخفاض ضغط الدم. تحدث هذه الأعراض في مدة تتراوح من دقائق إلى عدة ساعات من التعرض لمسبب الحساسية. عندما تكون الأعراض شديدة يُطلق عليها صدمة حساسية.  بينما يعتبر عدم تحمل الطعام والتسمم الغذائي حالات صحية مختلفة. 
الأطعمة المعتادة التي تسبب الحساسية تتضمن حليب البقر، الفول السوداني، البيض، المحار، الجوز، القمح، الأرز، والفاكهة. وقد يختلف مدى انتشار هذه الحساسيات باختلاف الدول. تتضمن عوامل الخطورة التي تعرض للإصابة بالحساسية: التاريخ العائلي للحساسية، نقص فيتامين د، السمنة، والنظافة الزائدة. تحدث الحساسية عند ارتباط جزيء طعام بالجسم المضاد هـ (وهو جزء من الجهاز المناعي للجسم). وغالباً ما يكون مسبب الحساسية بروتيناً في الطعام، ويتسبب بالتالي بإفراز مواد كيميائية تسبب الالتهاب مثل هستامين. ويعتمد التشخيص غالباً على التاريخ المرضي، أو النظام الغذائي الاستبعادي، أو اختبار وخز الجلد، أو تحليل الدم للأجسام المضادة وتحديداً الكريين المناعي هـ، أو عن طريق اختبار تناول الطعام بالفم لإظهار علامات التحسس. 
 التعرض المبكر لمسببات الحساسية قد يقي منها. ويتضمن العلاج الأولي لحساسية الطعام الابتعاد عن الأطعمة المسببة للحساسية ووضع خطة للتصرف في حال التعرض للحساسية. الخطة قد تتضمن اعطاء أدرينالين (أبينفرن) وارتداء حلية طبية، وهي سوار أو قلادة تعرف بنوع الحساسية. فائدة العلاج المناعي لحساسية الأكل غير واضحة وبالتالي لم يوصى بها حتى عام 2015. بعض أنواع حساسية الطعام عند الأطفال تختفي مع تقدم العمر مثل حساسية الحليب، والبيض، والصويا، بينما حساسية المكسرات والأسماك القشرية على سبيل المثال فلا تختفي مع الزمن.
في دول العالم المتقدمة حوالي 4% - 8% من الناس يعانون من نوع واحد على الأقل من حساسية الطعام. حساسية الطعام تعتبر في الأطفال (و بالأخص في الذكور)، أكثر من الكبار ويظهر أن حدوثها يزداد. بعض حساسيات الطعام تظهر في المراحل العمرية المبكرة بينما البعض الآخر يظهر في مراحل عمرية متأخرة. وفي دول العالم الحديث، يظن عدد كبير من الناس أن لديهم حساسية من الطعام بينما في الحقيقة ليست لديهم أي حساسية. 

## العلامات والأعراض
حساسية الطعام عادة ما تبدأ أعراضها بالظهور سريعاً (من ثوانٍ إلى ساعة واحدة) وعادة تشمل ما يلي: 
- طفح جلدي
- الشرى[8]
- الحكة في الفم، الشفة، اللسان، الحنجرة، العيون، أو غيرها من أجزاء الجسم[8]
- التورم والانتفاخ في الشفتين، اللسان، الجفون أو الوجه كله[8]
- الصعوبة في البلع[8]
- سيلان أو انسداد في الأنف [8]
- خشونة الصوت [8]
- أزيز و/أو ضيق في التنفس[8]
- الغثيان[8]
- التقيؤ[8]
- تقلصات في المعدة وآلام في البطن[8]
- الدوار[8]
- الإغماء [8]

 في بعض الحالات، قد يتأخر ظهور العلامات  لعدة ساعات. 
 أعراض الحساسية تختلف من شخص إلى آخر، كما أن كمية الطعام المطلوبة لظهور هذه الأعراض تختلف من شخص إلى آخر.  
الخطر الحقيقي بالنسبة للحساسية يكمن عندما يتأثر الجهاز التنفسي أو الدورة الدموية.
ويمكن الاستدلال على ذلك من خلال ضيق التنفس والزرقة الناتجة عن نقص الأوكسجين في الجسم وارتفاع في ثاني أوكسيد الكربون. عند تأثر الدورة الدموية، فنقصها وبطء حركتها يؤدي إلى ضعف في النبض، وشحوب الجلد بالإضافة إلى الإغماء.
الحالات الشديدة من حساسية الأطعمة الناتجة عن تأثر الجهاز التنفسي أو الدورة الدموية تعرف بصدمة حساسية.
عندما ترتبط الأعراض بانخفاض في ضغط الدم، يقال عن المصاب انه تعرض لصدمة الحساسية.
الحساسية المفرطة تحدث عندما تشارك الأجسام المضادة  هـ (كريين مناعي هـ)، وعندما تتأثر أجزاء من الجسم التي لم تتعرض مباشرة للطعام وتظهر عليها الأعراض. و يحدث ذلك لان الغذاء لا يجري في أنحاء الجسم، مما يحدث توسعاً في الأوعية الدموية. وهذا التوسع في الأوعية الدموية يسبب انخفاضاً في ضغط الدم مما ينتج عنه فقدان للوعي.
الأشخاص المصابين بالربو أو أولئك المتحسسين من الفول السوداني أو المكسرات أو الأسماك البحرية هم أكثر عرضة للإصابة بصدمة الحساسية. 

## الأسباب
إحدى أهم الأسباب التي تؤدي لحساسية الطعام هي الحساسية من الفول السوداني، والفول السوداني ينتمي إلى عائلة الفاصوليات. وقد تكون حساسية الفول السوداني حادة، ولكن الأطفال في معظم الحالات يتغلبون عليها مع تقدم العمر. ومن مسببات الحساسية الشائعة ايضاً، المكسرات وتتضمن الكاجو، الجوز البرازيلي، البندق، مكسرات المكاديميا، البقان، الفستق، الصنوبر، الجوز وجوز الهند - المصابون بحساسية الطعام مثلا قد يعانون من حساسية لنوع واحد فقط من المكسرات أو لأنواع مختلفة منها. والبذور أيضا بما في ذلك بذور السمسم والخشاش تحتوي على زيوت تتضمن بروتينات، ولذلك هذه البروتينات قد تسبب ردة فعل تحسسية.  
 حساسية البيض تصيب الأطفال بنسبة واحد لكل خمسين ولكن الغالبية يتغلبون عليها عند الوصول لسن الخامسة. وعادة تكون الحساسية للبروتين في بياض البيض بدلا من الصفار. 
 حليب الأبقار والماعز أو الغنم من مسببات الحساسية الشائعة أيضاً، وكثير من المصابين أيضا غير قادرين على تحمل الكثير من منتجات الالبان كالجبنة. عدد قليل من الأطفال المصابين بحساسية الحليب قد يصابون أيضاً بردة فعل تحسسية للحوم البقر، وتقدر نسبتهم  بنحو عشرة بالمئة. وذلك لأن لحم البقر يحتوي على كميات قليلة من البروتين الموجود في حليب البقر. 
ومن الأطعمة الأخرى التي تحتوى على بروتينات مسببة للحساسية فلدينا: فول الصويا، والقمح، والأسماك، والمحار، والفواكه، والخضروات، والذرة، والتوابل، والألوان الطبيعية والصناعية، والإضافات الكيميائية.
 بالرغم من أن مستوى التحسس يختلف باختلاف الدول إلا أن حساسية الطعام الأكثر شيوعاً هي حساسية الحليب والبيض والفول السوداني والمكسرات والمأكولات البحرية والمحار وفول الصويا والقمح. وغالبا ما يطلق عليهم «الثمانية الكبار». ويبدو أن حساسية الحبوب خاصة السمسم قد تزايدت في كثير من البلدان. وكمثال على انتشار حساسية في منطقة معينة فحساسية الأرز تنتشر في شرق آسيا حيث يشكل الأرز جزءً كبيراً من نظامهم الغذائي. 
 بلسم بيرو الموجود في كثير من الأطعمة يعتبر من مسببات الحساسية الخمس الأوائل التي تؤدي إلى ردة فعل تحسسية في اختبار البقعة لدى الأشخاص المراجعين في عيادات الجلدية. 

### التحسس
قالت منظمة التقارير الطبية أن البروتين الغذائي الموجود في التطعيمات مثل الجيلاتين والحليب والبيض ممكن أن يؤدي إلى ظهور الحساسية لتلك الأطعمة عند الشخص المتلقي للتطعيم. 

### فرط التحسس التاتبي
حساسية الطعام تحدث بسهولة عند الأشخاص المصابين بمتلازمة الجلد التآتبي وتجمع هذه المتلازمة عدة أمراض شائعة منها: حساسية الأنف والتهاب الجلد، والربو، ولمتلازمة الجلد التآتبي رابطة وراثية قوية حيث أن وجود تاريخ وراثي لأمراض الحساسية ممكن أن يكون مؤشراً على الإصابة بالمتلازمة. 

### التفاعل المتصالب
بعض الأطفال الذين لديهم حساسية من بروتين حليب البقر يظهر لديهم أيضًا تحسس من منتجات الصويا. وهناك بعض أنواع حليب الأطفال يتم فيها تكسير بروتين الحليب والصويا، بحيث إذا تناولها الرضيع لا يستطيع جهازه المناعي التعرف على مسبب الحساسية وبالتالي يتم استهلاك المنتج بأمان. منتجات الحليب المضادة للحساسية تصنع من البروتينات المعالجة والتي تهضم جزئيا إلى أشكال اقل استضداداً وهناك أنواع أخرى، تصنع من الأحماض الأمينية الحرة، وهي الأقل استضداداً والتي توفر الدعم الغذائي الكامل لحالات حساسية الحليب الشديدة. 
الأشخاص الذين لديهم حساسية من اللتكس غالبا ما تظهر لديهم حساسية للموز والكيوي والافوكادو وحساسية لأطعمة أخرى.

## فسيولوجية المرض
تحدث حساسية الطعام عندما تتفاعل مناعة الجسم مع بعض أنواع الأطعمة بشكل غير طبيعي. 
 تصنف الحالات الناتجة عن حساسية الطعام إلى ثلاثة أقسام بناءً على نوع رد الفعل المناعي: 
1. النوع الكلاسيكي (بواسطة الكريين المناعي هـ): أكثر الأنواع شيوعًا، يحدث مباشرة بعد تناول الطعام وقد يتضمن حساسية مفرطة.
2. النوع غير المتضمن للكريين المناعي هـ: هو رد فعل مناعي لا يتضمن إفراز الكريين المناعي هـ، ويتطلب الجسم عدة ساعات بعد تناول الطعام لتظهر عليه آثار التحسس، مما يصعب تشخيص هذا النوع من الحساسية.
3. النوع الهجين: يتضمن النوع الكلاسيكي والنوع غير المتضمن للكريين المناعي هـ.

التفاعلات التحسسية عبارة عن ردات فعل شديدة الاستثارة للجهاز المناعي ضد مواد غير ضارة؛ فعندما تصادف الخلايا المناعية البروتين المسبب للحساسية (وهو بروتين غير ضار) تقوم هذه الخلايا بإفراز الكريين المناعي ه، وهذا الفعل يشابه ردة فعل الجهاز المناعي تجاه الأجسام الدخيلة الضارة المسببة للأمراض. في حالات الحساسية، يتعرف الكريين المناعي هـ على البروتينات المسببة للحساسية كأجسام ضارة؛ فتقوم بإنشاء رد فعل تحسسي. وتُعرف البروتينات الضارة على أنها البروتينات التي لا يستطيع الجسم تفكيكها وتحويلها إلى مواد مفيدة؛ بسبب الروابط الكيميائية القوية التي تتضمنها هذه البروتينات. ترتبط الكريينات المناعية ه بمستقبلات على سطح البروتين مكونة علامة على هذا البروتين، بنفس الطريقة التي تقوم بها بوضع علامة على الفيروسات أو الأجسام الطفيلية؛ لمحاربتها. سبب قيام الجسم بالتعرف على هذه البروتينات كضارة أو عدم قدرته على تفكيكها لمكوناتها الأساسية والاستفادة منها مما يسبب بإحداث رد فعل حساسي تجاهها- غير معروف حتى الآن.
   تصنف ردات فعل الحساسية المفرطة بناءً على الجزء المهاجم  من الجهاز المناعي والوقت المتطلب لإحداث رد الفعل. توجد أربعة أنواع من ردات الفعل التحسسية المفرطة:  النوع الأول: الفوري بواسطة الكريين المناعي هـ · النوع الثاني: السام للخلايا. النوع الثالث: رد الفعل المناعي المعقد
· النوع الرابع: رد الفعل المتأخر بواسطة الخلايا. فسيولوجية المرض في ردات الفعل التحسسية تكون على مرحلتين، المرحلة الأولى هي مرحلة رد الفعل الحاد، وهي تحدث مباشرة بعد التعرض لمسبب التحسس. هذه المرحلة من الممكن إما أن تتوقف، أو تتطور إلى المرحلة المتأخرة من رد الفعل مؤديةً إلى دوام أعراض ردة الفعل التحسسية لمدة طويلة بشكل ملحوظ؛ ومسببة تلفاً في أنسجة الجسم. 
أنواع عديدة من حساسية الطعام تنتج من ردات الفعل التحسسية المفرطة تجاه أنواع معينة من البروتينات في مختلف أنواع الأكل.
البروتينات لها خصائص فريدة تجعلها تسبب الحساسية، مثل قوات قدرتها على المحافظة على تركيبتها الثلاثية والرباعية مما يمنعها من التفكك خلال عملية الهضم. العديد من البروتينات المسببة للحساسية لا تستطيع النجاة في البيئة المدمرة الموجودة في الجهاز الهضمي بالتالي لا تثير رد فعل حساسي مفرط.  

### المراحل الابتدائية للحساسية

عملية إفراز محتوى الخلية.
1- مولد المضاد
2- الكريين المناعي هـ
3- مستقبلات
FcεRI -4- وسائط معدة مسبقا (هيستامين، بروتياز، كيموكينات، هيبارين)
5- حبيبات
6- خلية صارية
7- وسائط معدة حديثا (بروستاجلاندين، لوكوترين، ثرومبوكساين، PAF)

في المراحل الابتدائية للحساسية، فرط الحساسية من النوع الأول يحدث للمرة الأولى ضد المحسس. مما يتسبب في رد من نوع معين من الخلايا المناعية تدعى الخلايا اللمفاوية تي المساعدة (TH2) اللتي تنتمي لمجموعة الخلايا التائية والتي تفرز سيتوكين يدعي الإنترلويكين-4. هذه الخلايا اللمفاوية تتفاعل مع خلايا لمفاوية أخرى تدعى الخلايا البائية. ودورها يكون في إنتاج الأجسام المضادة. بالتزامن مع اشارات مصدرة من الانترلويكين 4، هذا التفاعل يحث الخلايا اللمفاوية البائية على البدء بإفراز كميات كبيرة من نوع محدد من الأجسام المضادة ويعرف بالجسم المضاد الكريين المناعي هـ. الجسم المضاد المفرز  يدور في الدم ويرتبط بمستقبل خاص به على سطح خلايا مناعية أخرى تدعى الخلايا الصارية والخلايا القاعدية التي تشترك في إنشاء رد الفعل الالتهابي الابتدائية. عند حدوث هذا التفاعل الخلايا المغطاة بالجسيمات المضادة (الكريين المناعي هـ)، تعتبر حساسة للمحسس. 
 عند التعرض لنفس مسببات الحساسية لاحقاً، يمكن لمسبب الحساسية الالتصاق بالأجسام المضادة (الكريين المناعي هـ) الموجودة على أسطح الخلايا الصارية أو الخلايا القاعدية. الارتباط ما بين الجسم المضاد الكريين المناعي هـ ومستقبلات fc يحدث عند ارتباط  أكثر من جسم من الاجسام المضادة كريين مناعي هـ مع مسبب للحساسية (الطعام) والتي بنفسها تؤدي إلى تنشيط خلايا الحساسية. الخلايا الصارية والخلايا القاعدية المفعلة تقوم بتفريغ محتوياتهما الخلوية ويتضمن ذلك إفراز الهستامين وغيره من الوسائط الكيميائية المسببة للالتهاب مثل: السيتوكين، إنترلوكين، ليوكوترين، والبروستاغلاندين من حبيباتهم إلى الأنسجة المحيطة لتسبب تأثيرات تشمل عدداً من أعضاء جسم الإنسان مثل توسع الأوعية، والإفرازات المخاطية، وتحفيز الأعصاب وتقلص العضلات الملساء. هذه التأثيرات تؤدي إلى سيلان الأنف، حكة، ضيق التنفس، وصدمة الحساسية. الأعراض تعتمد على الفرد ومسبب الحساسية وطريقة التلقي، فقد تصيب عدة أعضاء كالحساسية المفرطة الكلاسيكية أو تكون محصورة بجهاز معين؛ وعلى سبيل المثال فالربو محصور بالجهاز التنفسي والأكزيما محصورة بالأدمة.

### المراحل المتأخرة للحساسية
بعد أن تستقر الوسائط الكيميائية لمرحلة التحسس الأولى تحدث ردة الفعل المتأخرة. ويحدث رد الفعل المتأخر بسبب انتقال خلايا الدم البيضاء مثل، الخلايا المتعادلة والخلايا الليمفاوية والخلايا الحمضية والخلايا الأكولة الكبيرة إلى الموقع الأولي. هذا التفاعل يحدث غالبا بعد حدوث التفاعل الأولي بساعتين إلى 24 ساعة. السايتوكاينات الناتجة من الخلايا البدينة قد تلعب دورا في بقاء الأعراض الطويلة الأجل. ردة الفعل المتأخرة في المصابين بالربو تختلف بشكل بسيط من ردة الفعل المتأخرة في ردات الفعل المناعية الأخرى على الرغم من أنها تحدث عن طريق إفراز الوسائط الكيميائية من الخلايا الحمضية وتعتمد على نشاط الخلايا التائية الثانية.

## التشخيص

اختبار الجلد على الذراع هو وسيلة شائعة للكشف عن الحساسية، ومع ذلك، فانها ليست فعالة مثل الاختبارات أخرى.

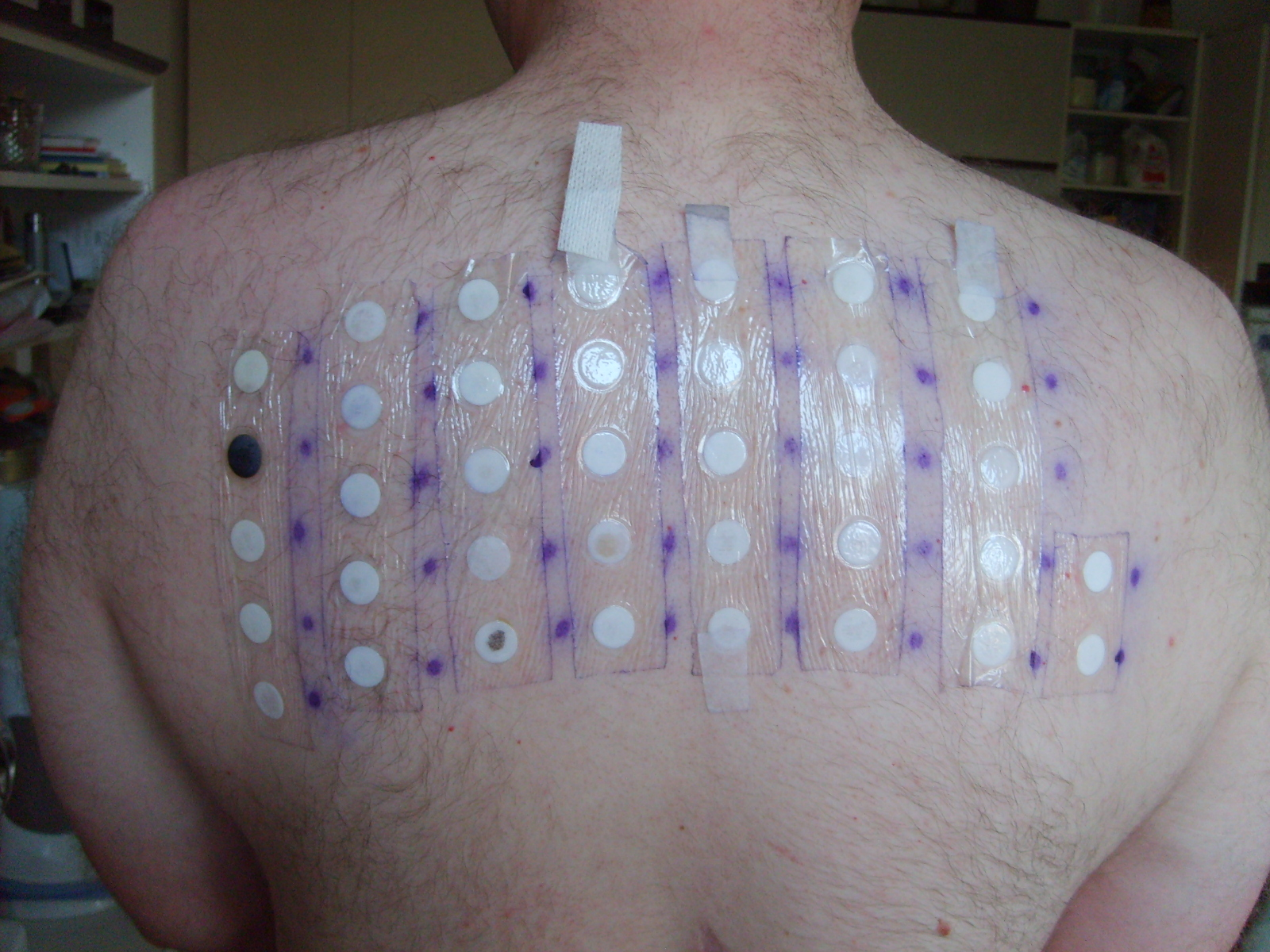
اختبار البقعة

التشخيص عادةً ما يعتمد على التاريخ الطبي، أو النظام الغذائي الاستبعادي، أو اختبار وخز الجلد، أو تحليل الدم للأجسام المضادة كريين مناعي هـ الخاصة بالأطعمة، أو التحدي الغذائي الفموي.
بالنسبة لاختبار وخز الجلد، فيتم استخدام لوحة صغيرة مع إبر بارزة. ويتم وضع المواد المسببة للحساسية سواء على اللوح أو مباشرة على الجلد. ثم من بعد ذلك يتم وضع اللوحة على الجلد وذلك لثقب الجلد والسماح للمواد المسببة للحساسية بالدخول إلى الجسم. إذا ظهرت الارتيكاريا (الشرى)، فإن تلك علامة تدل على أن الشخص لديه حساسية تجاه هذا المسبب للحساسية ويعرف بأنه موجب. هذا الاختبار يعمل فقط للأجسام المضادة كريين مناعي ه، أي أن اختبار وخز الجلد لا يمكن أن يكشف أي حساسية تسببها أجسام مضادة أخرى غير الكريين المناعي هـ.
من السهل تطبيق اختبار وخز الجلد كما أن نتائجه تظهر خلال دقائق. يستخدم أخصائيوا الحساسية أجهزة مختلفة لاختبار وخز الجلد على اختلاف نوعية الحساسية. بعضهم يستخدم «الإبرة ذات الشعبتين»، والتي تبدو كشوكة بتفرعين. البعض الآخر يستخدم «الاختبار المتعدد» والذي يبدو كلوحة صغيرة مع عدة دبابيس شائكة خارجة منها. في هذه الاختبارات يتم وضع كمية ضئيلة من المادة المسببة للحساسية المشتبهة على الجلد أو في جهاز الاختبار، وبعدها يتم وضع الجهاز على الجلد ليتم وخزه أو اختراق الطبقة العليا من الجلد، وبهذا يتم وضع كمية ضئيلة من المادة السببة للحساسية تحت الجلد. سيتشكل بذلك الشرى في البقعة التي يعاني فيها الشخص من الحساسية. هذا الاختبار يعطي نتيجة إما إيجابية أو سلبية. حيث يعد الاختبار جيداً وسريعاً لمعرفة ما إذا كان الشخص يعاني من حساسية تجاه طعام معين أم لا، لأنه يكشف الأجسام المضادة التحسسية المعروفة ب الأجسام المضادة كريين مناعي هـ. اختبارات الجلد لا يمكنها التنبؤ ما أن كانت ستحدث ردة فعل أم لا، كما أنه لا يمكنها التنبؤ بأي ردة فعل قد تحدث إذا ابتلع شخص مادة مسببة للحساسية. لكنها تأكد حساسية الشخص تجاه طعام معين عند حدوث ردات فعل سابقة تجاه أطعمة معينة. هذه الطريقة لا يمكنها الكشف عن الحساسية الناتجة عن الأجسام المضادة غير الكريين المناعي هـ. 
اختبار البقعة هي طريقة تستخدم لتحديد ما إذا كانت مادة معينة تسبب التهاب حساسية للجلد أم لا، كما انها تختبر ردود الجسم المتأخرة تجاه الأطعمة.

فحص الدم هو طريقة أخرى لاختبار الحساسية. فحص الدم لا يتميز عن بقية الطرق إذ أنه كغيره مما سبق لا يستطيع الكشف إلا عن الأجسام المضادة كريين مناعي هـ لا غيره.
- التحدي الغذائي يختبر مسببات حساسية مختلفة عن الحساسية التي تتسبب بها الأجسام المضادة  هـ. مسبب الحساسية يعطى على هيئة حبوب، وبهذا يستطيع الشخص الواقع تحت الاختبار تناول مسبب الحساسية بشكل مباشر، وتتم مراقبته ترقباً لظهور أية أعراض. المشكلة مع التحديات الغذائية انها يجب ان تتم في المستشفى وتحت الإشراف الطبي لإمكانية حدوث صدمة تحسسية.[38]

التحديات الغذائية وخصوصاً ذوات التعمية المضاعفة والمتحكمة بواسطة البلاسيبو (DBPCFC) منها هي الأداة الذهبية لتشخيص حساسيات الطعام، متضمنةً اغلب ردود الأفعال لغير الكريين المناعي هـ.التحديات الغذائية المعماة تتضمن تغليف مسبب الحساسية المحتمل داخل كبسولة تعطى للمريض الذي يكون تحت المراقبة ترقباً لظهور أي أعراض أو علامات لردة فعل مناعية.
أفضل طريقة لتشخيص حساسية الطعام هي ما تتم بمساعدة طبيب الحساسية. طبيب الحساسية يقوم بمراجعة التاريخ المرضي للمريض والأعراض أو ردود الأفعال التي تحدث بعد هضم الطعام. إذا ما شعر طبيب الحساسية أن الأعراض أو ردود الأفعال تتطابق مع تلك التي تحدث في حساسية الطعام سيقوم بعمل اختبار حساسية. 
- منظار الامعاء، منظار القولون والخزعة هي طرق تشخيصية أخرى للحساسيات التي تتسبب بها الخلايا الحامضية أو الحساسيات بغير الأجسام المناعية هـ.

### التشخيصات التفريقية
التشخيصات التفريقية المهمة هي:
- عدم تحمل اللاكتوز، والتي تحدث في مرحلة متأخرة من عمر الإنسان ومن الممكن ان تظهر في عمر صغير في الحالات الشديدة. المسبب لحساسية اللاكتوز هو نقص في الانزيم المفكك للاكتوز وليس حساسية لمحسس وهو يحدث في العديد من الأشخاص غير الغربيين.
- حساسية القمح: هذا المرض المناعي الذاتي يحفز من قبل بروتينات الجلوتين مثل غليادين (موجود في القمح، والجاودار والشعير) وهو مختلف عن الحساسية التي تكون بسبب الكريين المناعي هـ.
- متلازمة القولون المتهيج.
- الوذمة الوعائية الموروثة: هذا المرض النادر غالباً ما يسبب هجمات من الوذمة الوعائية، ولكن من الممكن ان تظهر كألم في البطن واسهال.

## الوقاية
الرضاعة الطبيعية لأكثر من 4 أشهر تحمي من التهاب الجلد التأتبي وحساسية حليب البقر والصفير في الصدر في مرحلة الطفولة المبكرة. التعرض المبكر لمسببات الحساسية المحتملة قد يكون عامل وقائي من الحساسية.  
لتجنب ردة الفعل التحسسية يمكن اتباع نظام غذائي صارم، من الصعب تحديد كمية الطعام المسبب للحساسية اللازمة لإثارة ردة الفعل التحسسية لذا يجب تجنب هذه الأطعمة بصورة كاملة. في بعض الحالات من الممكن أن تحدث ردة الفعل التحسسية بسبب التعرض  لمسببات الحساسية عن طريق ملامسة الجلد أو الاستنشاق أو التقبيل، والمشاركة في الألعاب الرياضية، وعمليات نقل الدم، ومستحضرات التجميل، والمشروبات الكحولية. 

## العلاج
العلاج الأمثل لحساسية الطعام هو الابتعاد التام عن أي طعام قد عرف عنه أنه مسبب للحساسية. مسبب الحساسية يستطيع دخول الجسم عن طريق تناول الطعام الذي يحتوي المحسس، أو عن طريق لمس أي سطح قد لامس المحسس ثم لمس العينين أو الأنف بعدها. للأشخاص شديدي الحساسية، ينصح أن يشمل تجنب أكل الطعام  تجنب لمس أو استنشاق الطعام المسبب للحساسية. 
إذا حدثت صدمة حساسية تشمل جميع أجهزة الجسم بعد تناول الطعام عن طريق الخطأ، يجب استخدام أبينيفرن. قد يتوجب استخدام جرعة أخرى من الأدرينالين للحالات المستعصية. يجب بعد ذلك نقل الشخص المصاب إلى قسم الطوارئ ليعطى علاجات إضافية. العلاجات الأخرى تشمل:مضادات الهيستامين، والستيرود. في الحالات الخطرة يتوجب إعطاء الأدرينالين لأن مضادات الهيستامين، والستيرود لا تكفي ولكن يمكن استخدامها كعلاج مساعد بعد الأدرينالين.

### الأبينفرن

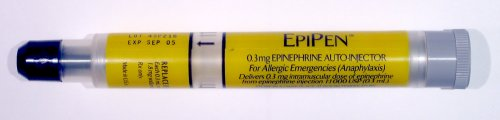
الحقن الذاتي بالإبينفرن هي جرعة واحدة محمولة في جهاز تستخدم لعلاج الصدمة الحساسية.

أبينفرِن هو اسم آخر لهرمون الادرينالين الذي يتم إنتاجه بشكل طبيعي في الجسم. حقنة الأبينفرِن هي أول خيار لعلاج حالات الحساسية الشديدة (معروفة بصدمه الحساسية)، إذا ما تم إعطاؤه في الوقت المناسب، يستطيع الأبينفرِن أن يعكس تأثير صدمة الحساسية. 
الأبينفرِن يخفف احتقان وانسداد الممرات الهوائية ويحسن من الدورة الدموية؛ تضيق الأوعية الدموية  و يزداد معدل ضربات القلب  مما يحسن من وصول الدم إلى أجهزة الجسم. الأبينفرِن متاح بوصفة طبية بطريقة الحقن الذاتي التي تستخدم لعلاج صدمة الحساسية.

### مضادات الهستامين
مضاد الهستامين يمكن أن يخفف أعراض الحساسية المتوسطة ولكن لا يعالج جميع أعراض صدمة الحساسية. مضاد الهستامين يمنع عمل الهستامين، الذي يسبب توسع في الأوعية الدموية مما يؤدي إلى ترشيح بروتينات البلازما خارج الأوعية، بالإضافة إلى أنه يسبب حكة من لكونه يعمل على النهايات العصبية الحسية. مضاد الهستامين المستخدم لحساسية الغذاء الأكثر شيوعاً هو ديفينييدرامين.

### الستيرويد
الستيرويد يقوم بتثبيط عمل خلايا الجهاز المناعي التي هوجمت من قبل المواد الكيميائية المفرزة خلال ردة الفعل التحسسية. يجب ألا يستخدم الستيرويد على شكل بخاخ أنفي لعلاج حالات  الحساسية الشديدة لكونه يقوم بتخفيف الأعراض موضععياً في المنطقة الملامسة له فقط، كما أنها تتطلب الكثير من الوقت لتخفيف أعراض الالتهاب. يمكن استعمال الستيرويد عن طريق الفم أو الحقن مما يؤدي إلى وصول الستيرويدات إلى جميع أجزاء الجسد، لكنها ستتطلب وقت طويلاً لإحداث مفعولها. 

### العلاج المناعي
فائدة العلاج المناعي لحساسية الأكل غير واضحة وبالتالي لم يوصى به حتى عام 2015. ولكن هناك عدد من طرق إزالة الحساسية يتم دراستها حاليا.  

## علم الأوبئة
أكثر مسببات الحساسية انتشارًا تتضمن الفول السوداني، الحليب، البيض، البندق، السمك، المحار، الصويا، والقمح، هذه الأطعمة مسؤولة عن ما يقارب 90% من جميع ردات الفعل التحسسية. أكثر أنواع حساسية الطعام لدى البالغين هي حساسية المحار، والفول السوداني، والمكسرات، والسمك والبيض. بينما في الأطفال فتغلب حساسية الحليب، والبيض، والفول السوداني والمكسرات.
 6-8% من الأطفال أقل من سن الثلاث أعوام يعانون من حساسية الطعام بالإضافة إلى ما يقارب 4% من البالغين. 
لأسباب ليست مفهومة كليًا، تشخيص حساسية الطعام أصبح منتشراً بشكل واضح في العالم الغربي في الآونة الأخيرة. في الولايات المتحدة، حساسية الطعام تؤثر على 5% من الرضّع تحت سن الثالثة و3-4% من البالغين. عدد الحالات في كندا مقارب لإحصائيات الولايات المتحدة.
 75% من الأطفال المصابين بحساسية بروتين الحليب قادرون على تحمل مخبوزات تتضمن الحليب، مثل: الكعك، البسكويت، الكعك والحليب المعالج. 
ما يقارب 50% من الأطفال المصابين بحساسية الحليب، البيض، الصويا، الفول السوداني، والبندق والقمح سوف يتجاوزونها في سن السادسة. الأطفال الذين لايزالون يعانون من الحساسية بعمر الثانية عشر لديهم فرصة أقل من 8% لتجاوز هذه الحساسية. 
المصابون بحساسية الفول السوداني والبندق لديهم اقل فرصة لتجاوزها، بالرغم أن الأدلة الآن أظهرت  أن 20% من المصابين بحساسية الفول السوداني و9% من المصابين بحساسية المكسرات سوف يتجاوزونها.
 في أوروبا الوسطى، حساسية الكرفس هي الأكثر شيوعا. في اليابان، الحساسية لطحين الحنطة السوداء، التي تستخدم لشعرية سوبا، هي الأكثر شيوعا.
حساسية اللحوم نادرة للغاية في عموم السكان، ولكن لوحظ هذا النوع من الحساسية في كتلٍ سكانية تسكن مناطق جغرافية معينة  مثل سيدني، أستراليا. ويبدوا أن هنالك علاقة محتملة بين ردة فعل موضعية للدغة القراد ونشأة حساسية اللحوم.
حساسية الفاكهة موجودة، مثل: ثمار الحمضيات، التفاح، والخوخ، والكمثرى، الكاكايا، الفراولة، إلخ. ويشتبه أن يكون هذا مرتبطاً  بحساسية حبوب لقاح عشبة السلجم ولكن من الممكن أن تكون بسبب عوامل أخرى. وقد تكون ردة الفعل شديدة. 
قد تكون حساسية الذرة سائدة أيضا في العديد من المجتمعات، على الرغم من أنه من الصعب أن تبرز في مناطق مثل الولايات المتحدة وكندا حيث مشتقات الذرة شائعة في الإمدادات الغذائية. 
حساسية البروتين أو عدم القدرة على تحمل البذور والمكسرات، واللحوم، والحليب شائعة خاصة ما بين الأطفال.

### الولايات المتحدة الأمريكية
تُشير الإحصائيات أن 12000 (أثنى عشر ألف شخص) يعانون من حساسية الطعام في الولايات المتحدة الأمريكية.
تتسبب حساسية الطعام بإدخال ثلاثين ألف شخص تقريبا إلى غرف الطوارئ، وبحدود مئة إلى مئتين وفاة كل عام، وهذا الرقم يزداد. ويُعاني من حساسية الطعام 5% من الأطفال الرضع أقل من ثلاث سنوات، و3% إلى 4% من البالغين.
 على سبيل المثال، 8% من الأطفال لديهم على الأقل نوع واحد من حساسية الطعام، ومجموعهم المتوقع هو 5.8 مليون طفل، نسبةً إلى دراسة 2011 المنشورة في مجلة pediatrics، بعنوان  «انتشار، وشدة، وتصنيف حساسية الطعام لدى الأطفال في الولايات المتحدة الأمريكية».
على الرغم من أن نوع ودرجة الحساسية تختلف باختلاف الدول، إلّا  أن الحساسية للحليب، والبيض، والفول السوداني، والمكسرات، والمأكولات البحرية ا، والمحار، والصويا، والقمح هي من أكثر الأنواع انتشارًا. ويطلق عليهم «الثمانية الكبيرة». ويمثلون أكثر من 90% من حالات التحسس من الطعام  في الولايات المتحدة الأمريكية.

## المجتمع والثقافة
سواء كانت معدلات حساسية الطعام تزداد أم لا، فقد ازداد بالتأكيد الوعى بحساسية الطعام مع التأثيرات على نوعية حياه الأطفال وأباءهم ومقدمي الرعاية. ففي الولايات المتحدة، جعل قانون حماية المستهلك وملصقات حساسية الطعام لعام 2014 الأشخاص يتذكرون مشاكل حساسية الطعام في كل مرة يستخدمون فيها أطعمة مغلفة وجعل المطاعم تضيف تحذيرات عن الأطعمة المسببة للحساسية إلى قوائم طعام. يقدم معهد الطهى الأمريكي، أحد أهم الأماكن لتدريب الطهاة، دورات في الطهي الخالى من مسببات الحساسية. تتبع النظم المدرسية البروتوكلات حول نوعية الطعام الذي يتم إحضاره إلى المدرسة. على الرغم من كل هذة الاحتياطات، يدرك الأشخاص الذين يعانون من حساسية شديدة أن حالات التعرض العرضي قد تحدث في منازل أشخاص آخرين أو في المدرسة أو في المطاعم. يؤثر الخوف من الطعام على نوعية الحياه بشكل كبير. وبالنسبة للأطفال الذين يعانون من الحساسية، تتأثر نوعية حياتهم بأفعال أقرانهم. هناك زيادة في انتشار ظاهرة التنمر والتي قد تتضمن التهديدات وأفعال لتعرضيهم للمس الطعام الذي يجب عليهم تجنبه عن قصد وأيضاً تلويث طعامهم الخالي من مسببات الحساسية.

## اللوائح الخاصة بوضع الملصقات الغذائية
استجابة للخطورة التي تحملها بعض الأطعمة للأشخاص المصابين بحساسية الطعام قامت بعض الدول بسن قانون الملصقات الذي يلزم منتجي الأغذية بالتحذير الواضح للمستهلكين في حال كان المنتج مسبباً للحساسية أو احتوى على أحد مسببات الحساسية. كما أن بعض الدول تفرض على الشركات المصنعة تحذير المستهلكين في حال كان المنتج اثناء التحضير محاطاً بمسببات حساسية عرف عنها أنها تؤدي إلى ردة فعل تحسسية شديدة. تختلف أولوية المواد المسببة للحساسية حسب البلد.
 في 13 ديسمبر عام 2014، تشريع جديد - للاتحاد الأوربي للمعلومات الغذائية للمستهلكين من اللائحة رقم 1169/2011 -ألزم تجار الأطعمة بتزويد المستهلك بالمعلومات اللازمة عن مسببات الحساسية على الطعام الجاهز الغير معلب على سبيل المثال: في نوافذ المقاصف والمخابز ومحلات المقبلات والشطائر.
  هناك الكثير من التحذيرات عن ماهية حساسية الطعام، إلا أنه مازال الكثير من أفراد المجتمع يعتقد أن حساسية الطعام هي مجرد كراهية لبعض انوع الأطعمة، ولا يدركون أنها حالة طبية فعلية.

### القانون

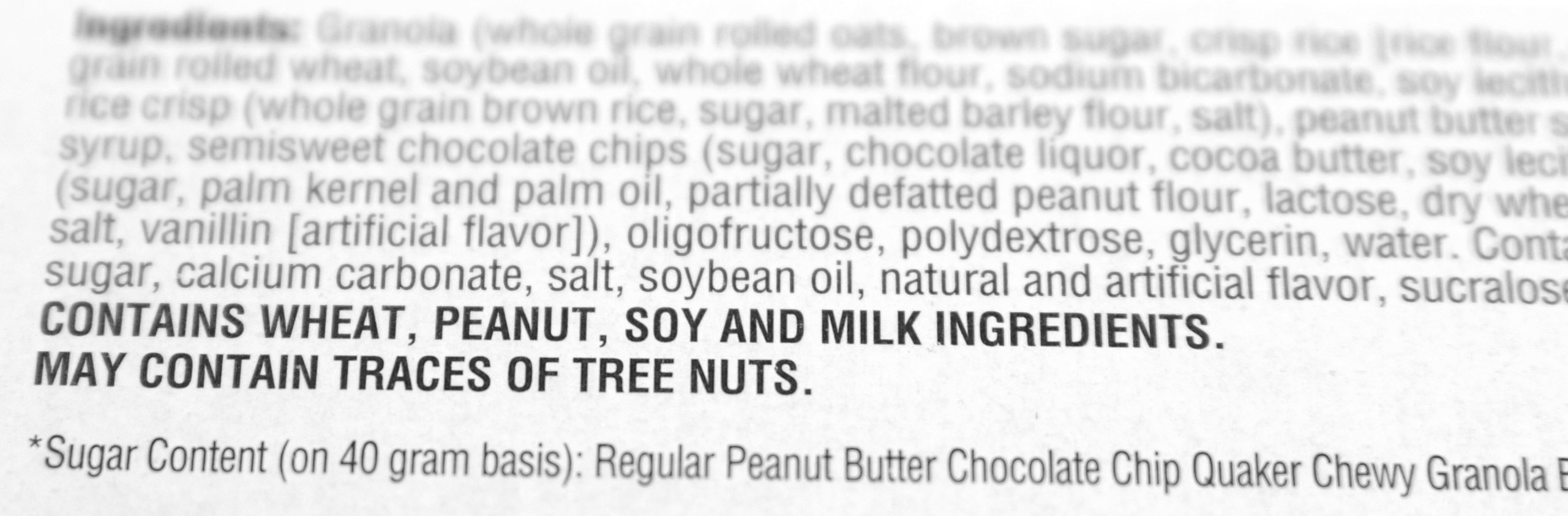
مثال على قائمة للمواد المسببة للحساسية في مادة غذائية.

تحت قانون حماية المستهلك لعام 2004 (القانون العام 108-282)، أصبحت الشركات مطالبةً بتوضيح ما إذا كان المنتج يحتوي على مسببات الحساسية الغذائية بلغة واضحة، وأيضا الإشارة إليه في بيان المكونات. أغلب الشركات تسجل مسببات الحساسية في بيان منفصل عن بيان المكونات. 
في 2009، المحافظ ديفال باتريك وقع لقانون ماساتشوستس الذي يدعو للتوعية بحساسية الطعام في المطاعم، هذه التوعية تتطلب من مدراء حماية الأغذية عرض شريط فيديو عن حساسية الطعام، ووضع ملصق تم فيه تحديد 8 من مسببات الحساسية الغذائية الأكثر شيوعا والمعلومات حول تحديد نوع الحساسية وكيفية التصرف اتجاهها لموظفي الخدمات الغذائية. ويجب إخبار العملاء عن واجبهم في إبلاغ الموظفين عن أي حساسية غذائية يعانون منها.
 في 4 يناير 2011، وقع الرئيس باراك أوباما على القانون الفيدرالي الذي يدعو لسلامة الغذاء.  قسم 112 من هذا القانون وضع خطوات للتعامل مع حالات التحسس من الطعام وحالات الصدمات التحسسية في رياض الأطفال، والمدارس الابتدائية والثانوية العامة.   

## البحث
مواضع البحث تضمنت ضد الأجسام المناعية كريين مناعي هـ (اوماليزوماب) وأدوية تحفيز القبول المناعي، التي أظهرت بعض الأمل لعلاج بعض أنواع الحساسية الغذائية. 